# Heinz Craatz

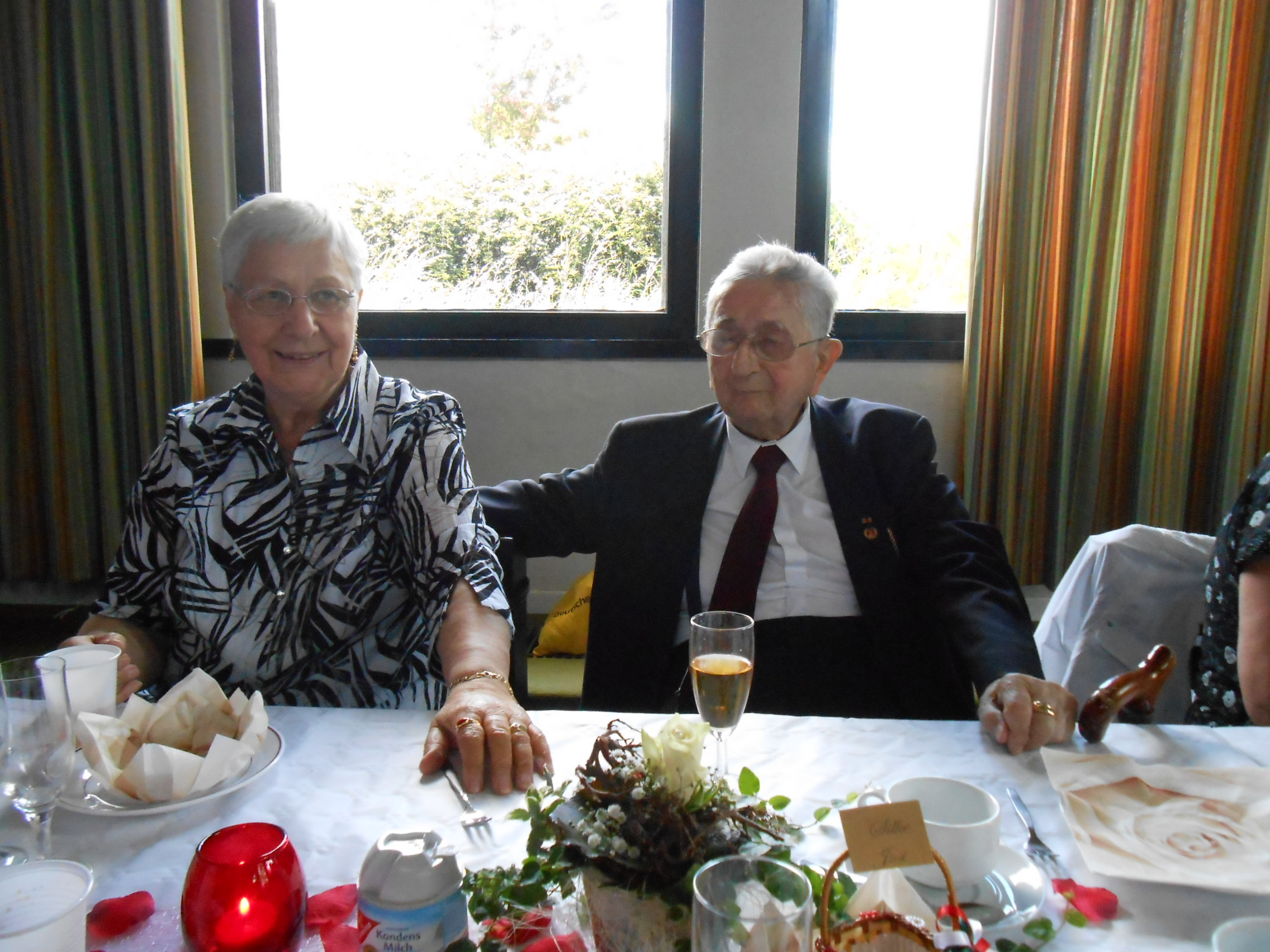
Heinz Craatz im Jahr 2013

Heinz Craatz (* 18. September 1918 in Berlin; † 24. März 2018 ebenda) war ein deutscher Politiker der SPD. Er gehörte seiner Partei von 1934 bis zu seinem Tode an.

## Leben
Craatz wuchs in Kreuzberg auf. Sein Vater war bereits Mitglied der SPD sowie im Reichsbanner Schwarz-Rot-Gold. Er absolvierte die Lehre zum Bäcker und Konditor. Mit Beginn des Zweiten Weltkriegs wurde er zum Fräsen von Zahnrädern dienstverpflichtet, danach war er als Soldat in Frankreich im Einsatz und geriet in Kriegsgefangenschaft. Später war er im Bezirksamt Wedding als Hilfsfürsorger sowie in der Amtsvormundschaft tätig.
Im Alter von zehn Jahren wurde Craatz Mitglied der Kinderfreunde, einer Vorgängerorganisation der Falken. 1930 nahm an er an der Kinderrepublik in der Schweiz teil. Nach dem Krieg schloss er sich den Jungsozialisten im Wedding an, im Ortsverband der SPD übernahm er die Ämter des Abteilungskassierers und des Abteilungsvorsitzenden.
Bei der Berliner Wahl 1967 gewann er ein Mandat im Abgeordnetenhaus, dem er eine Wahlperiode lang bis 1971 angehörte. Von 1977 bis 1985 war er Mitglied der Bezirksverordnetenversammlung Wedding. Seine Schwerpunkte lagen in der Jugendpolitik und bei Ausbildungsplätzen.